# Paranedyopus elongissimus
Paranedyopus elongissimus är en mångfotingart som beskrevs av Sergei I. Golovatch 1984. Paranedyopus elongissimus ingår i släktet Paranedyopus och familjen orangeridubbelfotingar. Inga underarter finns listade i Catalogue of Life.